# Chionaema rufistigma
Chionaema rufistigma là một loài bướm đêm thuộc phân họ Arctiinae, họ Erebidae.